# Vi ống

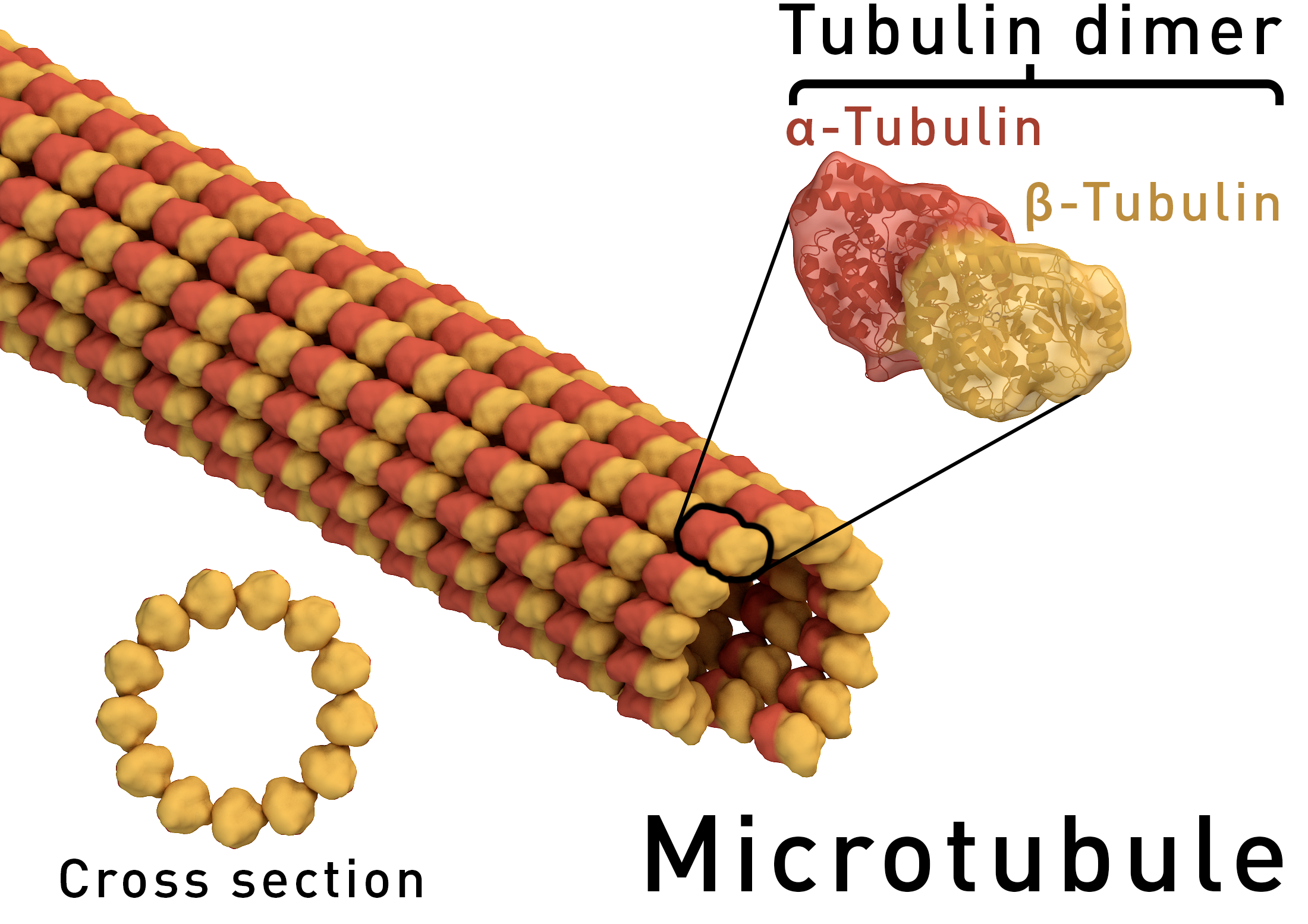
Cấu trúc của một vi ống. Hình "vòng" mô tả một vi ốngtrong mặt cắt ngang, cho thấy 13 "cột" xung quanh một tâm rỗng.

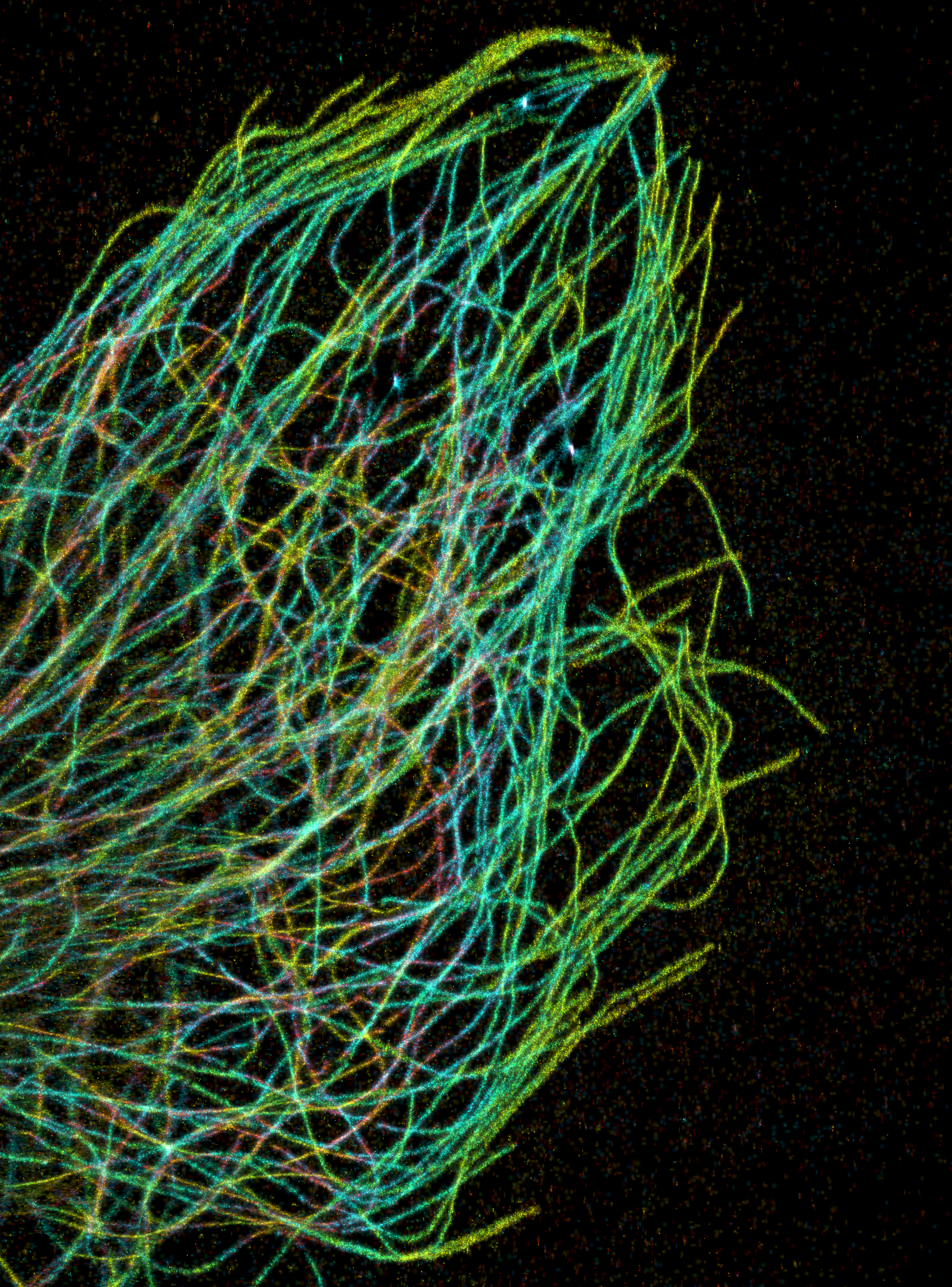
Vi ống là một trong những sợi tạo nên bộ xương tế bào ở sinh vật nhân chuẩn. Vi ống tham gia vào việc vận chuyển các chất trong các tế bào, được thực hiện bởi các protein động cơ di chuyển trên bề mặt của vi ống.

Vi ống là các polymer hình ống của tubulin tạo thành một phần của bộ xương tế bào cung cấp cấu trúc và hình dạng cho tế bào chất của tế bào nhân chuẩn và một số vi khuẩn. Các ống có thể phát triển dài đến 50 micromet và rất linh động. Đường kính ngoài của microtubule khoảng 24 nm trong khi đường kính trong (tức là khoảng rỗng bên trong) khoảng 12 nm. và được hình thành bởi sự trùng hợp của một phức kép của hai protein hình cầu, là alpha và beta tubulin.
Vi ống rất quan trọng trong một số quá trình tế bào. Chúng liên quan đến việc duy trì cấu trúc của tế bào và, cùng với các vi sợi và các sợi trung gian, chúng hình thành nên bộ xương tế bào. Chúng cũng tạo nên cấu trúc bên trong của lông mao và tiên mao. Chúng cũng cung cấp nền tảng cho nhiều quá trình vận chuyển nội bào và tham gia vào nhiều quá trình trong tế bào, chẳng hạn như chuyển động của túi tiết, bào quan, và các đại phân tử nội bào (xem các mục cho dynein và kinesin). Vi ống cũng tham gia vào sự phân chia tế bào (cả nguyên phân và giảm phân) và là thành phần chính của thoi phân bào, được sử dụng để giúp di chuyển các nhiễm sắc thể ở sinh vật nhân thật.
Vi ống được tạo thành nhân và được tổ chức bởi trung tâm tổ chức vi ống (MTOC), chẳng hạn như trung tâm tìm thấy ở trung thể của nhiều tế bào động vật hoặc các thể gốc được tìm thấy trong lông mao và tiên mao, hoặc các thoi cực chính được tìm thấy trong hầu hết các loại nấm.
Có nhiều protein liên kết với vi ống, bao gồm các protein động cơ kinesin và dynein, các protein cắt như katanin, và các protein khác quan trọng trong việc điều hòa sự vận động của vi ống. Gần đây, một loại protein giống như actin được tìm thấy trong vi khuẩn Gram dương Bacillus thuringiensis, tạo thành một cấu trúc giống vi ống và có liên quan đến sự phân ly plasmid.